# Hadley Berg
Hadley Berg (* 11. März 1996) ist eine ehemalige US-amerikanische Tennisspielerin.

## Karriere
Berg spielte hauptsächlich auf der ITF Women’s World Tennis Tour, wo sie einen Titel im Doppel gewinnen konnte.
2016 erhielt Hadley Berg zusammen mit ihrer Doppelpartnerin Paige Cline eine Wildcard für das Hauptfeld im Damendoppel der Volvo Car Open, wo die beiden aber bereits in der ersten Runde an der Paarung Vania King und Alla Kudrjawzewa mit 3:6 und 0:6 scheiterten.

### College-Tennis
Berg spielte 2014 bis 2018 für das Damentennis-Team, die Gamecocks der University of South Carolina (USC). Sie ist seit 2019 Assistenztrainerin des Damentennisteams Auburntigers der Auburn University.

## Turniersiege

### Doppel
| Nr. | Datum            | Turnier | Kategorie   | Belag     | Partnerin      | Finalgegnerinnen             | Ergebnis |
| --- | ---------------- | ------- | ----------- | --------- | -------------- | ---------------------------- | -------- |
| 1.  | 15. Februar 2014 | Tinajo  | ITF $10.000 | Hartplatz | Madison Westby | Yoshimi Kawasaki Yumi Nakano | 6:4, 6:2 |